# Семейная икона

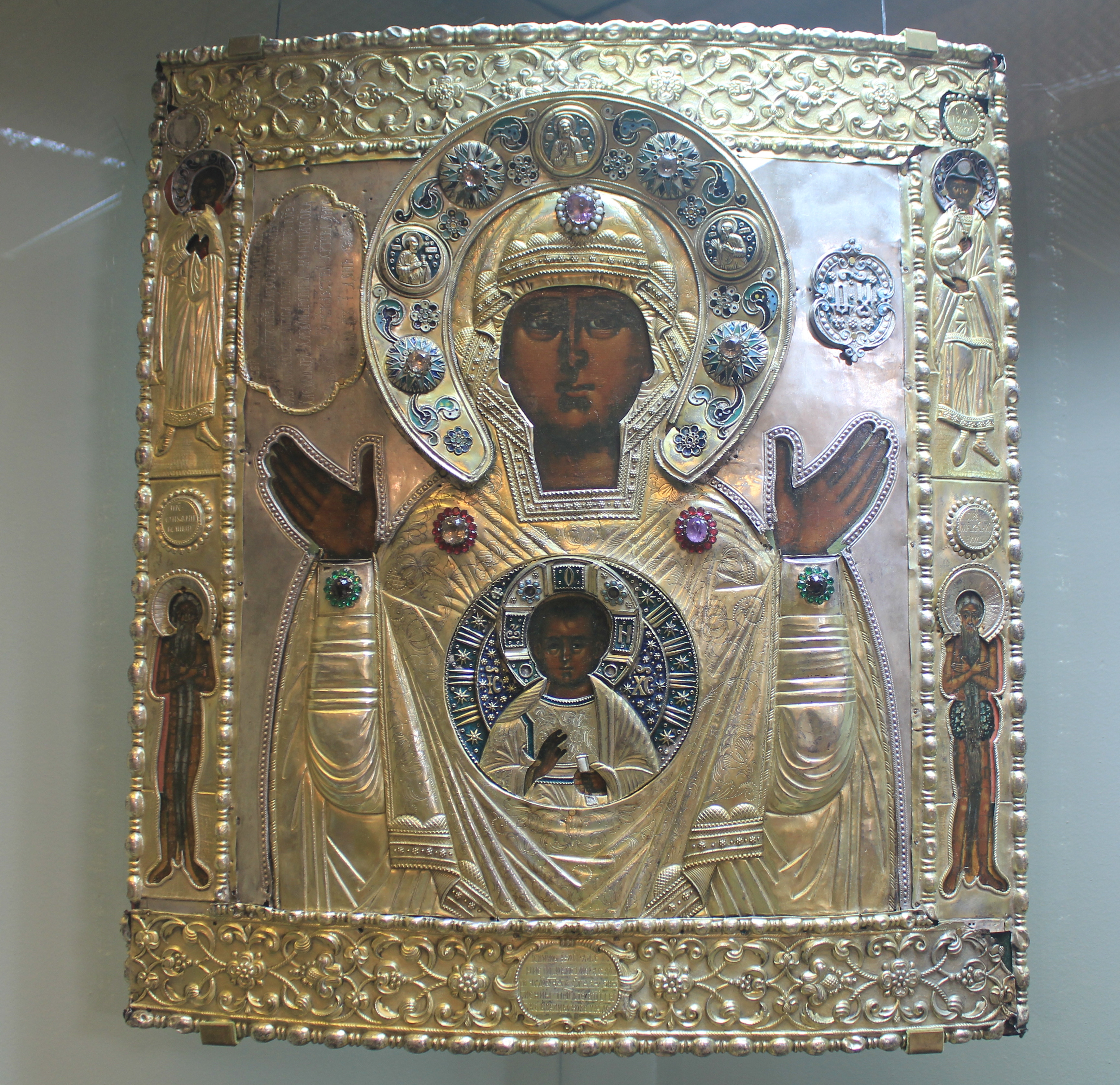
«Богоматерь Знамение». Этой иконой князь Меншиков благословил перед смертью сына Александра

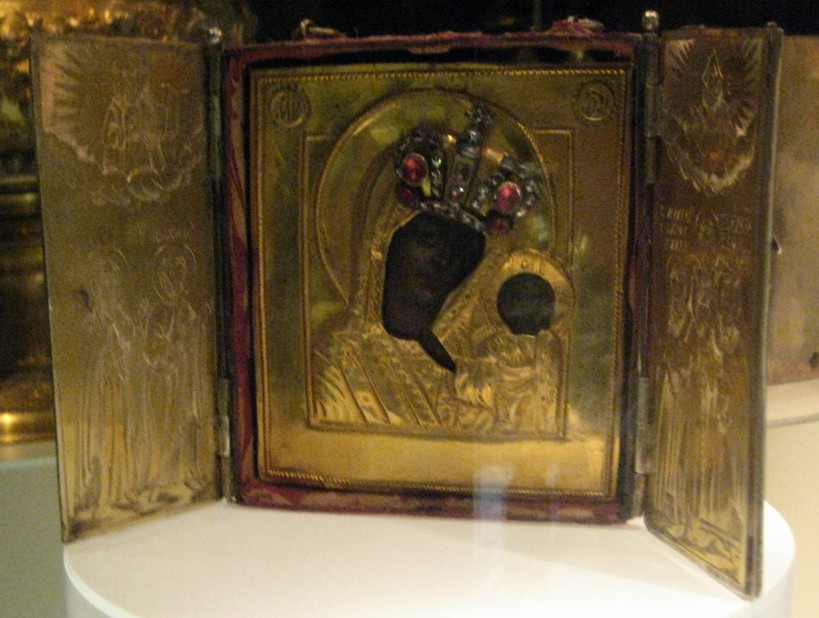
Складень с иконой «Богоматерь Казанская». Россия, 1739, неизвестный мастер, Москва. Принадлежал семье Апостолов, затем в семье Муравьевых-Апостолов.

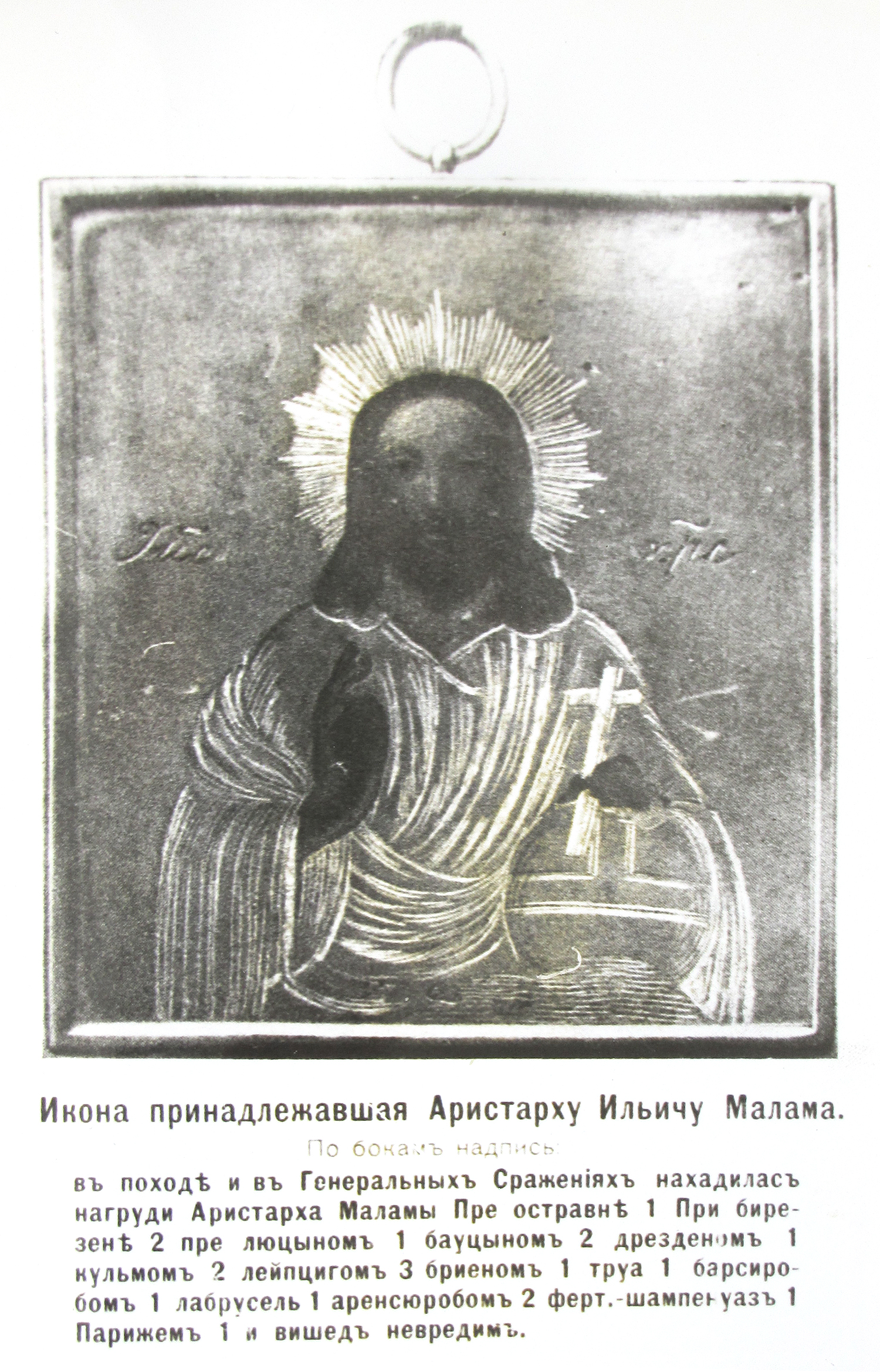
Семейная икона Аристарха Маламы

Семе́йная икона — в широком смысле икона, принадлежащая семье, передающаяся в наследство из поколения в поколение, фамильная реликвия. Таким может стать образ, имеющий любую иконографию, например, это могут быть иконы, которыми благословляют родители своих детей на семейную жизнь, венчальные иконы, хранимые как реликвия.
Более точно этот термин означает конкретную иконографию: «семейной иконой» называют икону, написанную на заказ, на которой изображены вместе тезоименитые святые покровители членов семьи, которые обычно не группируются вместе, почитаясь по отдельности.

## Иконография
Семейные иконы писались на Руси на заказ обеспеченных фамилий. На них изображались святые, имена которых носили члены этой семьи.
Если икона написана ко дню венчания молодых супругов или сразу же после, то на ней обычно изображаются двое святых: покровители мужа и жены.

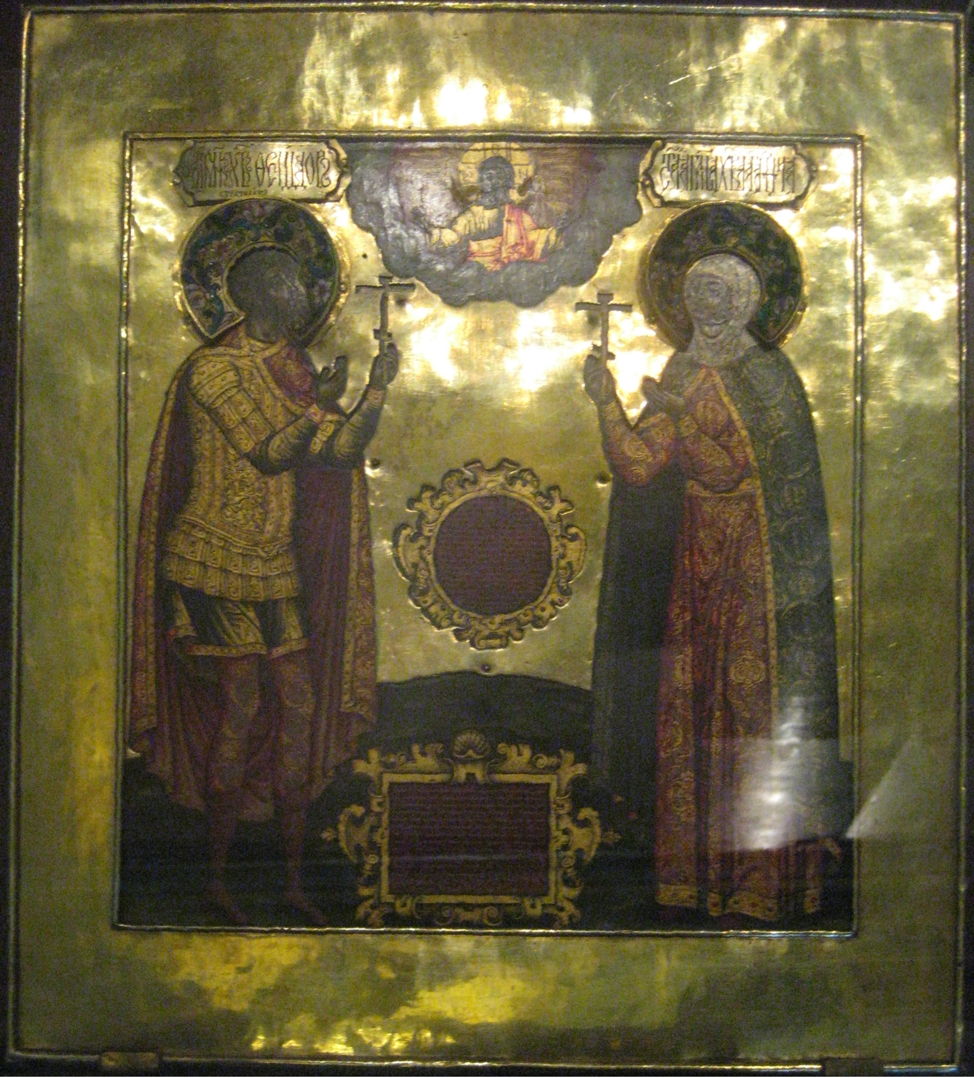
Федор Стратилат и великомученица Агафья. Патрональная икона царя Федора Алексеевича и царицы Агафьи, написанная к свадьбе.
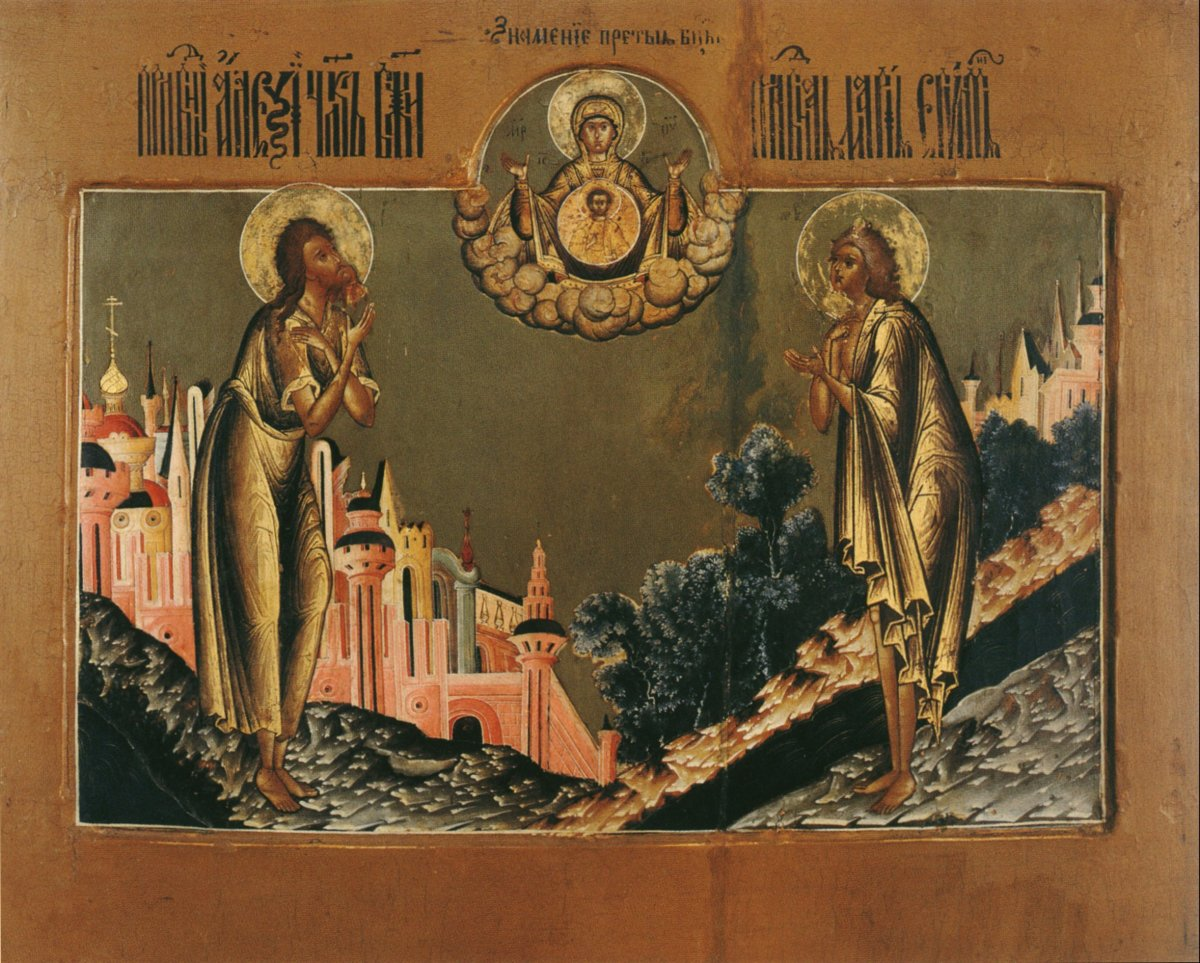
Святитель Алексий Человек Божий и преподобная Мария Египетская. Икона написана к бракосочетанию царя Алексея Михайловича с царицей Марией Ильиничной
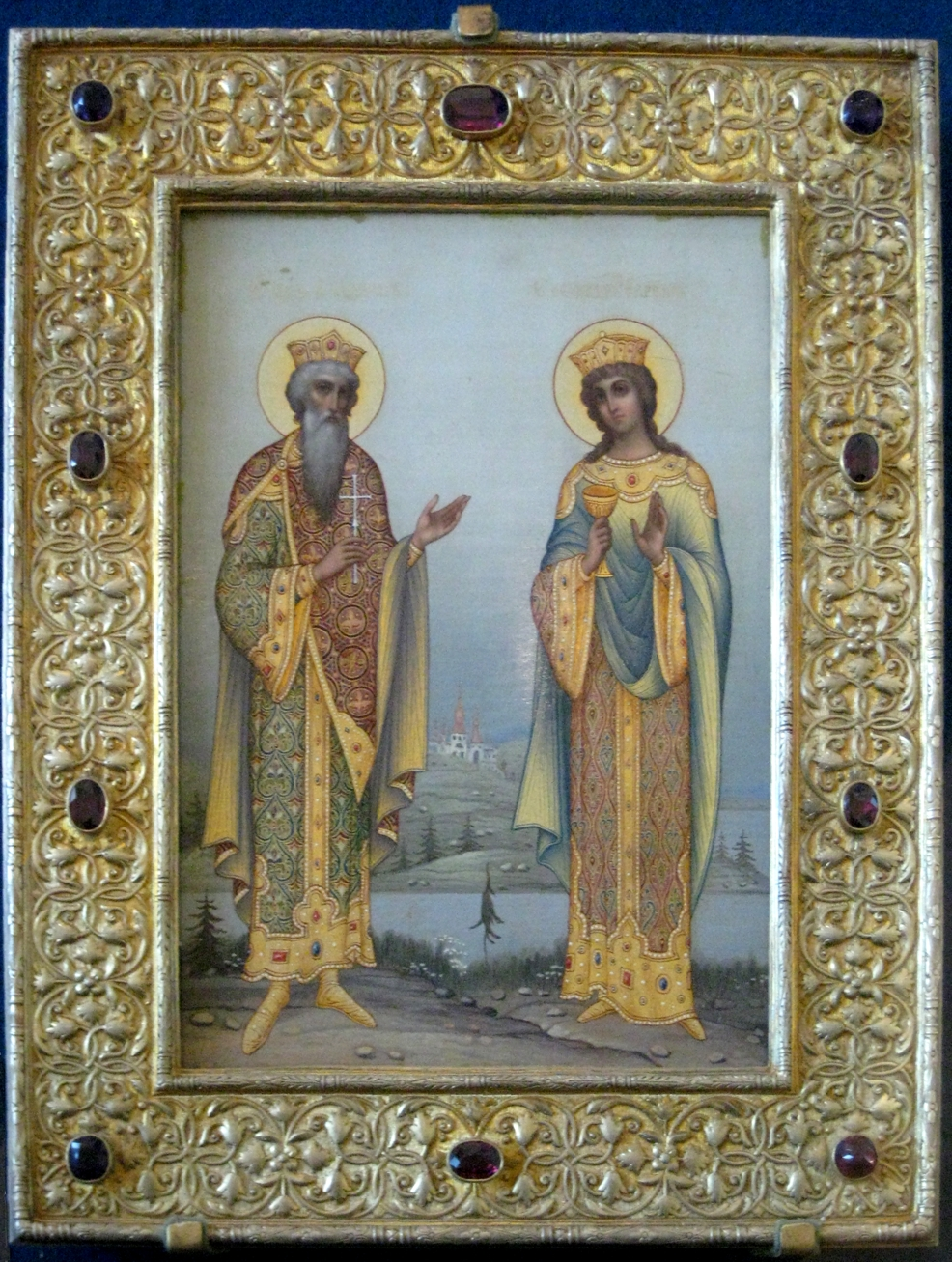
Святой Владимир и святая Варвара. Икона начала XX века.

На «семейной» иконе может быть изображено множество святых: святые покровители детей, супругов, их родителей, их прародителей, в том числе и уже ушедших из жизни. 
Наверху «семейной иконы» может быть изображён благословляющий Господь Иисус Христос, Нерукотворный Образ, Пресвятая Троица, Богородица: обычно «Знамение» или «Покров». Иногда пишут покровителей семьи в молитвенном предстоянии перед Иисусом Христом или Богородицей. Также на такой иконе может быть написан ангел-хранитель семейного рода, он бывает изображен в центре иконы, посреди семейных святых

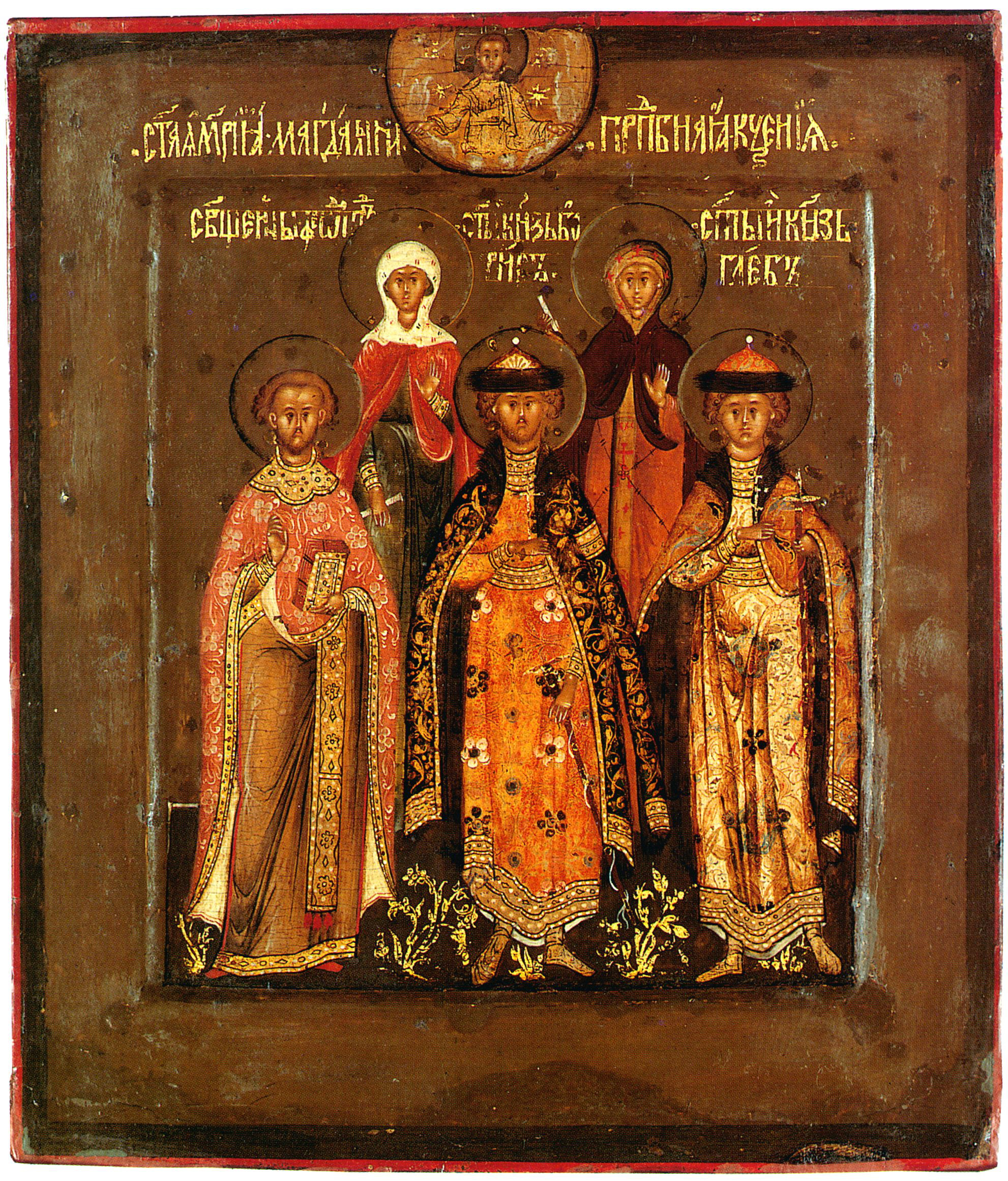
Семейная икона Годуновых: свв. Феодот Анкирский (прямое имя Бориса Годунова), князья Борис и Глеб (Борис Годунов), преподобная Ксения (Ксения Годунова), Мария Магдалина (Мария Годунова)
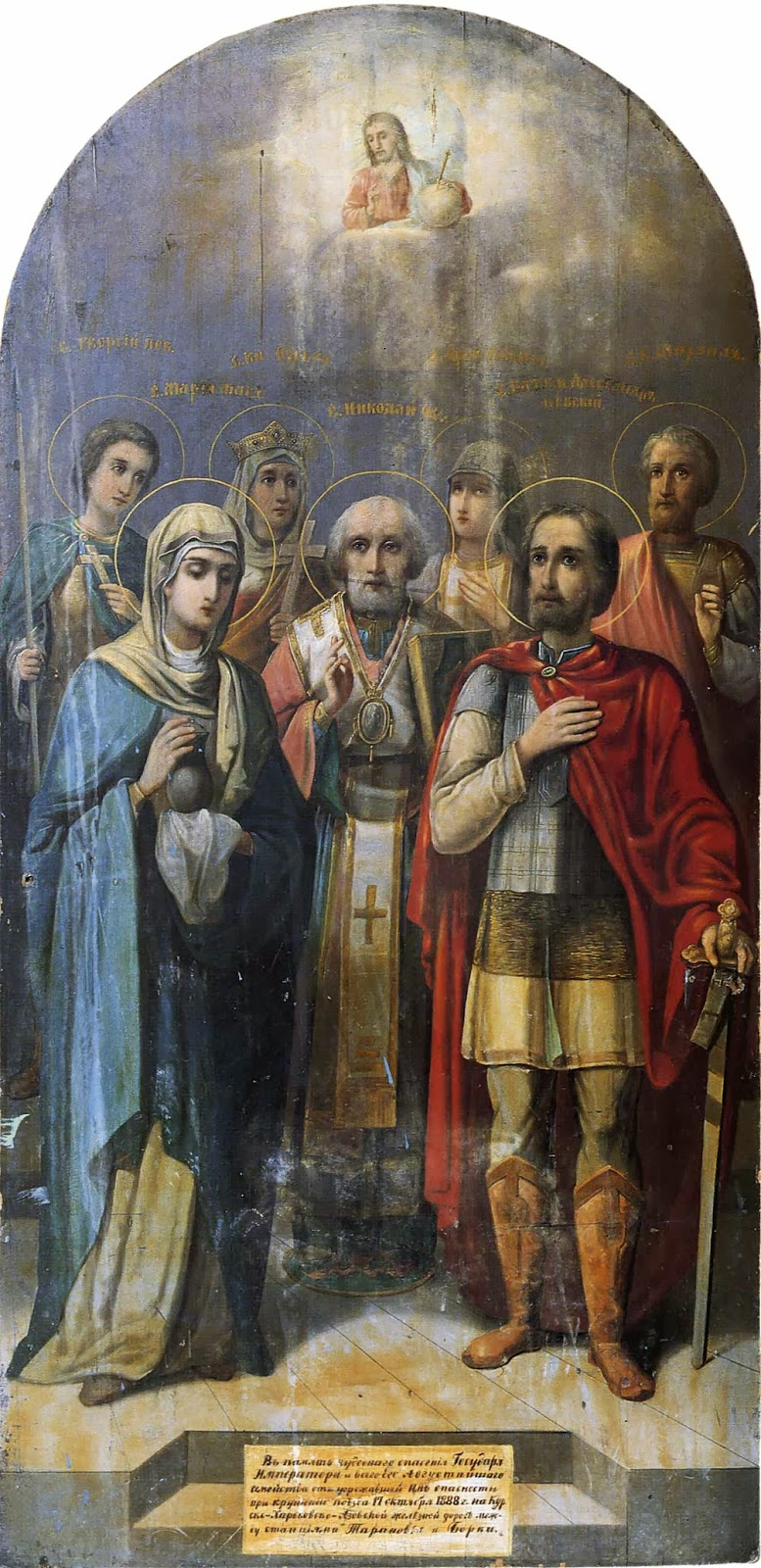
Семейная икона Александра III в память чудесного спасения  при крушении поезда в Борки. Изображены святые  Александр Невский (Александр III), Мария Магдалина (Мария Фёдоровна), Николай Чудотворец (цесаревич Николай (II)), Георгий Победоносец (Георгий Александрович), княгиня Ольга (Ольга Александровна), Михаил Черниговский (Михаил Александрович), преподобная Ксения (Ксения Александровна).
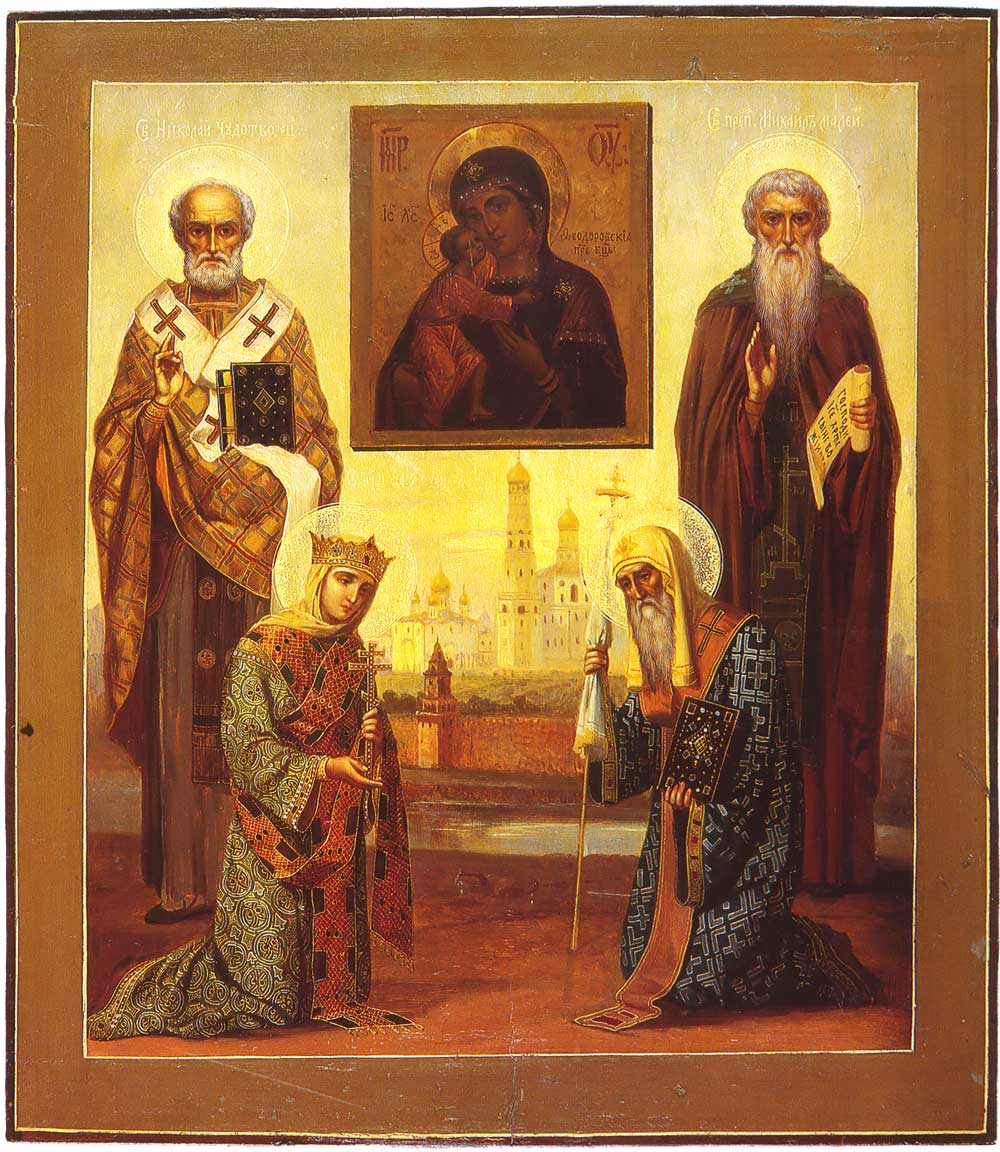
Семейная икона последних Романовых: Фёдоровская Богоматерь с святыми - Николай Чудотворец (Николай II), Александра Римская (Александра Фёдоровна), митрополит Алексий (цесаревич Алексей Николаевич) и Михаил Малеин (вел. кн. Михаил Александрович)
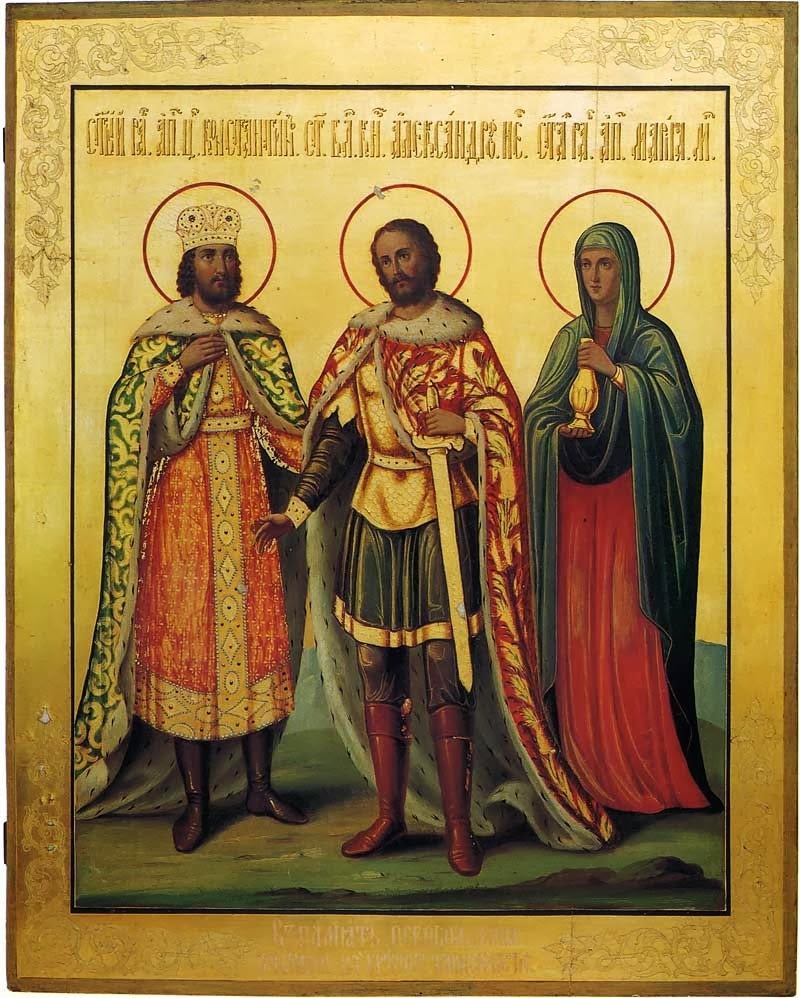
Александр Невский, Константин Великий и Мария Магдалина. 1861–1881 гг. По нижнему полю иконы надпись «В память освобождения крестьян из крепостной зависимости»

Есть ещё один тип «семейных икон»: когда святые семейные покровители расположены не в среднике (ковчеге) иконы, а на её полях. Святых, написанных на полях иконы, называют «полеосными». Вместе с ними часто пишут и ангела-хранителя. В центральной части иконы располагают образ Христа Вседержителя или особо почитаемый образ Пресвятой Богородицы. Святые, изображенные на полях, обращаются в молитве о своих подопечных к центральному образу.

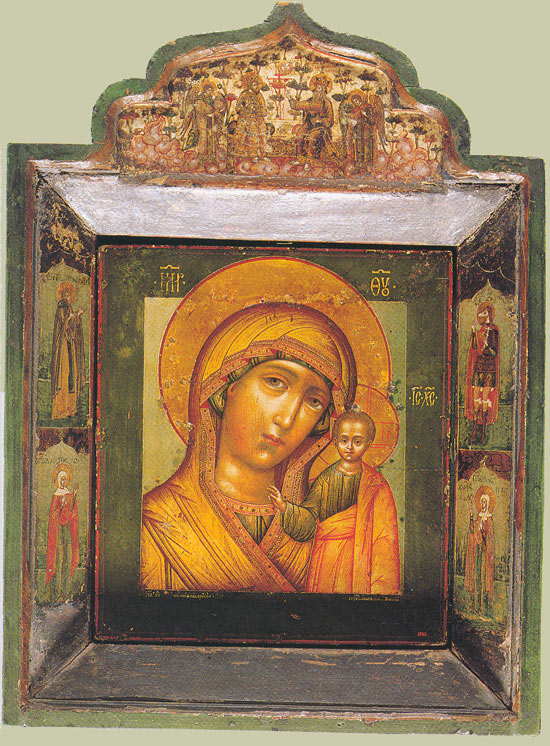
Богоматерь Казанская со святыми на полях. Симон Ушаков. 1676 г (?)
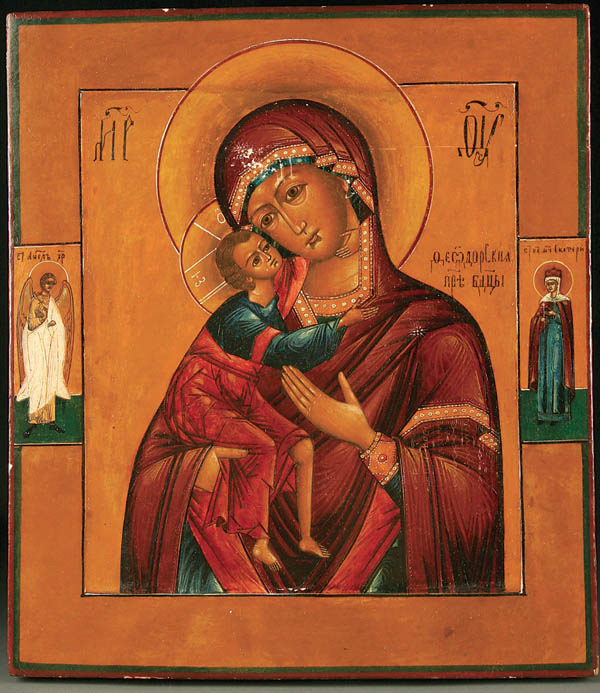
Феодоровская икона Божией Матери с приписными вмчн. Екатериной и ангелом-хранителем.
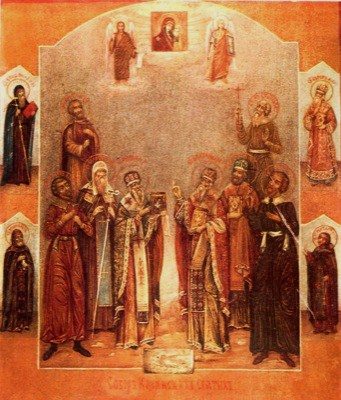
«Казанские святые с избранными святыми на полях» (Святители Гурий, Варсонофий, Ермоген, Герман, мученики Пётр и Иоанн Казанские, Авраамий Болгарский, Стефан Казанский)

Также «семейной иконой» может быть «частник» (другими словами «складень»), то есть икона, состоящая из нескольких икон (частей), соединённых в общую композицию. На одной из частей такой иконы изображают святых покровителей, или же их изображают в клеймах на полях. Также на такой иконе может быть написан Деисус» или изображены любые почитаемые святые. В других «частях» иконы могут быть написаны образы Пресвятой Богородицы или Спаситель.

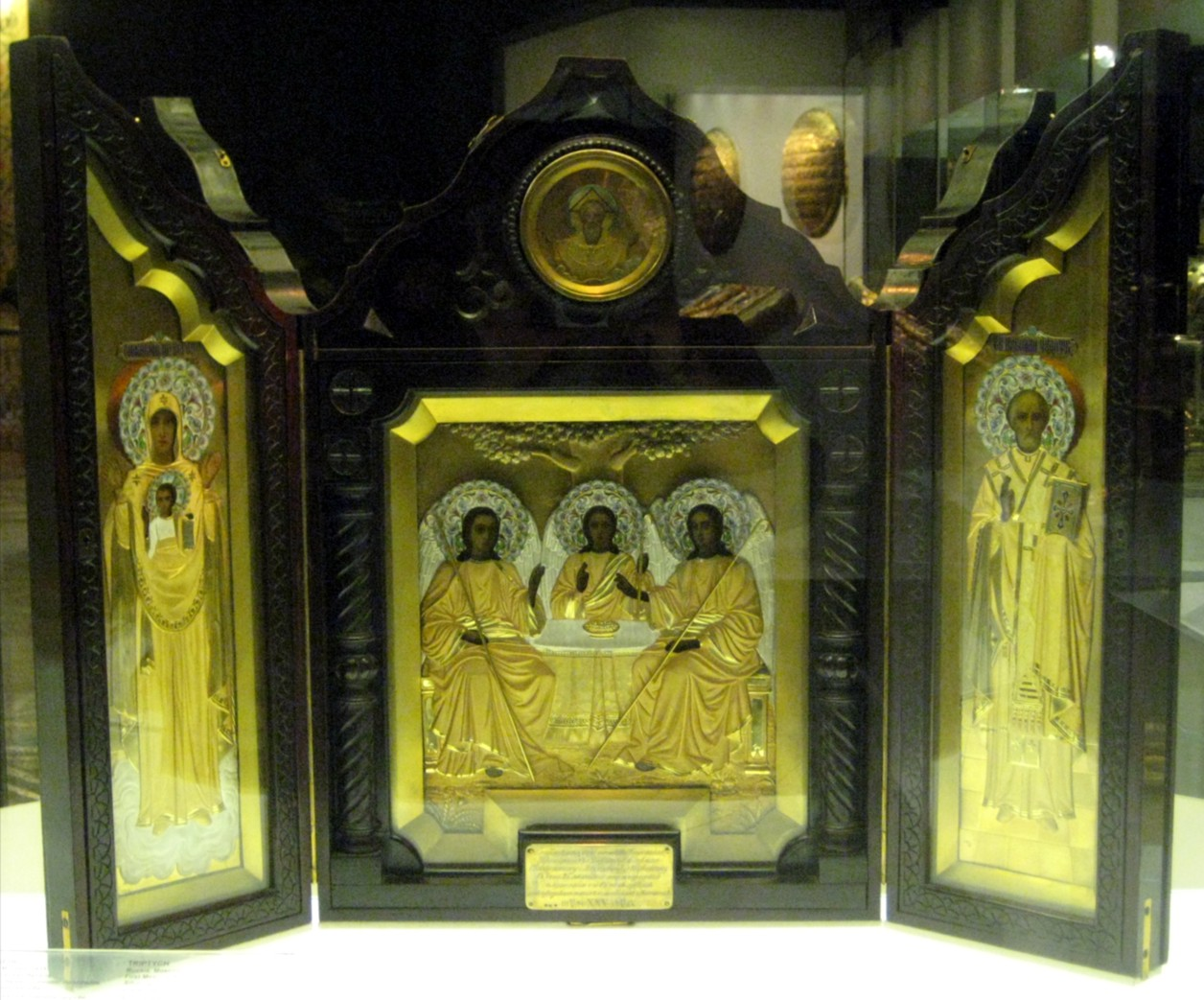
Складень «Троица» с Богоматерью и святым Николаем в боковых створках